# Dead Ringers (film)
Dead Ringers is een Canadese film uit 1988 van David Cronenberg. De film is losjes gebaseerd op het verhaal van de Amerikaanse tweelingbroers Cyril en Marcus Stewart. Jeremy Irons speelt een dubbele rol in deze film, door beide tweelingbroers te vertolken.

## Verhaal
Beverly en Elliot Mantle zijn identieke tweelingbroers en gynaecologen. De agressievere Elliot verleidt vrouwen die naar hun gynaecologische kliniek komen om ze vervolgens "door te geven" aan zijn meer bedaarde broer Beverly. De betrokken vrouwen hebben niet door dat ze met een andere persoon te maken hebben. Wanneer de actrice Claire erachter komt hoe de vork aan de steel zit zet ze evenwel haar relatie met Beverly voort, wat het evenwicht tussen de broers verstoort.

## Rolverdeling
| Acteur           | Personage     |
| ---------------- | ------------- |
| Jeremy Irons     | Beverly       |
| Jeremy Irons     | Elliot Mantle |
| Geneviève Bujold | Claire Niveau |

## Prijzen
De film won in 1989 de Genie, de prijs voor de beste Canadese film.